# 藤田晋吾
藤田 晋吾（ふじた しんご）は、日本の哲学者。筑波大学名誉教授で、専門は科学哲学。研究成果には、量子論を哲学的に解釈した論文や、経済学の転形問題論争史に関する論文等がある（関連リンク参照）。　

## 経歴
- 1941年　石川県生まれ。
- 石川県立羽咋高等学校卒業。
- 1964年　金沢大学法文学部哲学科卒業。
- 1965年　金沢大学助手。
- 1969年　石川工業高等専門学校講師。
- 1979年　秋田大学講師。
- 1987年　筑波大学助教授。
- 1990年　「相補性の哲学的考察」で筑波大学文学博士。
- 1991年　筑波大学教授。
- 2000年　「転形問題論争史論」で東北大学経済学博士。
- 2004年　筑波大定年退官、名誉教授、流通経済大学教授

## 著書
- 1984年　なぜ科学批判なのか（勁草書房）
- 1984年　意味と実在―論理学への問い（勁草書房）
- 1986年　真理という謎 （共著）（勁草書房）
- 1990年　言語・科学・人間―実在論をめぐって（共著）（朝倉書店）
- 1991年　相補性の哲学的考察（多賀出版）
- 2002年　スラッファの沈黙―転形問題論争史論（ 東海大学出版会）

## 関連リンク
- reserchmap